# Thailand op de Olympische Winterspelen 2014
Thailand was een van de landen die deelnam aan de Olympische Winterspelen 2014 in Sotsji, Rusland.
Bij de twee voorgaande deelnames aan de Winterspelen werd Thailand beide keren vertegenwoordigd door de langlaufer Prawat Nagvajara. Op deze editie kwamen beide olympiërs uit bij het alpineskiën. De vrouwelijke deelneemster, Vanessa Vanakorn, is beter bekend als de internationaal vermaarde muzikante en violiste in de klassieke- en popmuziek Vanessa-Mae.

## Deelnemers en resultaten
(m) = mannen, (v) = vrouwen 

### Alpineskiën
| Olympiër           | Onderdeel        | Resultaat | Prestatie                                                          |
| ------------------ | ---------------- | --------- | ------------------------------------------------------------------ |
| Kanes Sucharitakul | reuzenslalom (m) | 65e       | Totaal: 3.15,06 (+29,77) run 1: 1.37,82 (73e) run 2: 1.37,24 (65e) |
| Kanes Sucharitakul | slalom (m)       | DNF-1     | 1e run: niet gefinisht                                             |
|                    |                  |           |                                                                    |
| Vanessa Vanakorn   | reuzenslalom (v) | 67e       | Totaal: 3.26,97 run 1: 1.44,86 (74e) run 2: 1.42,11 (67e)          |